# 井上俊平
井上 俊平（いのうえ しゅんぺい、生没年不明）は、日本の元サッカー選手。元サッカー日本代表。現役時代のポジションはフォワード。

## 来歴
当時多くのサッカー日本代表選手が所属していた大阪サッカー倶楽部でプレー。サッカー日本代表では、1923年5月、自国・大阪で開催された第6回極東選手権競技大会のメンバーに選出された。この大会の2試合目、24日の中華民国代表との試合でフル出場したが、1-5で敗れた。

## 代表歴
- 1923年5月24日 - A代表初出場 - 中華民国戦

### 出場大会など
- 第6回極東選手権競技大会（3位）

### 試合数
- 国際Aマッチ 1試合（1923）[2][3]

| 日本代表 | 国際Aマッチ | 国際Aマッチ |
| 年       | 出場        | 得点        |
| -------- | ----------- | ----------- |
| 1923     | 1           | 0           |
| 通算     | 1           | 0           |

### 出場
| No. | 開催日         | 開催都市 | スタジアム     | 対戦相手 | 結果 | 監督         | 大会       |
| --- | -------------- | -------- | -------------- | -------- | ---- | ------------ | ---------- |
| 1.  | 1923年05月24日 | 大阪府   | 大阪市立運動場 | 中華民国 | ●1-5 | 西田満寿次郎 | 極東選手権 |